# Libanon L114
Libanon L114 var en av de underhållsbataljoner som verkade i södra Libanon inom ramen för UNIFIL.